# 小林傭佶
小林 傭佶（こばやし ようきち、1920年（大正9年）1月31日 - 1993年（平成5年）4月19日）は、日本の実業家・学校経営者。北海道古宇郡神恵内村生まれ。1942年（昭和17年）東京商科大学卒。「小林傭吉」「小林用吉」とも表記される。

## 来歴
三菱重工業勤務を経て、1946年（昭和21年）札幌文科専門学院教授。1949年（昭和24年）明和学園理事（ - 1954年（昭和29年））。1950年（昭和25年）札幌短期大学商業科客員教授（ - 1967年）　1957年（昭和32年）札幌日交タクシー社長。1959年（昭和34年）小樽日興交通社長。1960年（昭和35年）釧路日興交通社長。1961年（昭和36年）日交興業開発（後の小林企業）社長。1965年（昭和40年）明和学園理事（ - 1993年（平成5年））。1967年（昭和42年）札幌短期大学学長。1979年（昭和54年）学校法人札幌学院大学副理事長。1986年（昭和61年）小林企業代表取締役会長。1987年（昭和62年）学校法人札幌学院大学理事長。1991年（平成3年）北海道中小企業団体中央会会長。
家族としては、子息に小林企業（後のケー・ケー）元社長、日本エス・イー元社長の小林英愛がいる。

## エピソード
日本民主青年同盟の元メンバーで札幌文科学院（後の札幌学院大学）設立にも関わる

## 受賞歴
- 北海道産業貢献賞（1976年（昭和51年））
- 運輸大臣表彰（1977年（昭和52年））
- 藍綬褒章（1980年（昭和55年））